# Iglesia de Santa María del Castillo (Fuentesaúco)
La iglesia de Santa María Del Castillo es el edificio más singular de Fuentesaúco (Zamora), siendo considerado como el principal símbolo de la villa por su porte y elegante majestuosidad. De origen incierto, aunque ligado a la fábrica material como el propio nombre indica y la propia cabecera absidial que tienen reminiscencias de antigua fortificación. Confluyen en este edificio diferentes estilos, como el gótico tardío, presente en una de sus capillas, pero el estilo por excelencia es el estilo herreriano tardío. Su fábrica data de comienzos del siglo XVI y es casi seguro que se asienta sobre una edificación previa. Destaca el espacio interior diseñado como una planta de tipo salón con un acusado seudatransepto, se accede por un ancha nave sujetada con arcos fajones que da acceso a la zona central cubierta por una impresionante cúpula de estuco. La fábrica más importante es obra de Hernando de Nantes Navega y estaría datada en el primer tercio del siglo XVII. El elemento singular de este edificio es su elegante y sobria torre rematada en un chapitel octogonal abrazado por una balaustrada corrida y que respondería a un estilo barroco tardío, muy austero y que se construye a lo largo del siglo XVII.
Este edificio fue declarado Monumento nacional mediante Decreto de fecha 7 de diciembre de 1973, hecho por el cual posee el estatus de Bien de Interés Cultural.